# Carlo Masi
Carlo Masi, pseudonimo di Ruggero Freddi (Roma, 6 ottobre 1976), è un ex attore pornografico italiano.

## Biografia
All'età di 14 anni inizia a dedicarsi alla palestra, praticando con assiduità il culturismo.
Nel 2002, quando stava per ultimare il suo primo ciclo di studi universitari, si trasferisce in Canada, e successivamente a New York. Nel 2004, dopo aver conseguito la prima laurea in ingegneria informatica e dopo aver brevemente lavorato in un laboratorio di intelligenza artificiale, inizia a lavorare nel porno, diventando uno dei più riconosciuti ed iconici pornoattori gay.

### Carriera pornografica
Nel 2004, dopo essere stato notato online da un selezionatore COLT Studio Group, esordisce nell'industria della pornografia gay partecipando al suo primo film porno, Big N' Plenty.
Dopo il debutto firma un contratto come modello in esclusiva per gli studios COLT. Partecipa quindi a molte iniziative e lavora in una decina di film in soli due anni. Apprezzato per la sua mascolinità e possessore di un corpo muscoloso e villoso, ha sempre promosso il sesso sicuro, mostrando vicinanza al mondo LGBT italiano.
Nel dicembre 2007 annuncia, insieme al compagno e allora pornoattore argentino e modello COLT Adam Champ, la sua intenzione di dividersi dalla casa di produzione. Ad aprile 2008 i due rinnovano però il loro contratto con gli studi, estendendolo a vita.
Sempre con Champ fonda la Fush Fush Group, una delle prime agenzie di servizi italiane specializzate nel fornire modelli gay per locali ed eventi e partecipa ad interviste e show televisivi in Messico.
Nel corso della sua carriera ha vinto un HeatGay Award nel 2006 come miglior attore e ha ricevuto due nomination ai GayVN Awards: una nell'edizione 2005 nella categoria "best sex scene" per la sua prestazione insieme al pornodivo Karim ed una nell'edizione 2008 nella categoria "best sex scene" per la scena girata insieme all'attore Tom Chase.
Nel 2006 viene scelto come "cover man" per COLT40, volume pubblicato per celebrare il quarantesimo anniversario della casa di produzione.
Nel 2009 COLT Studio e Calaexotic mettono in commercio un dildo che riproduce il pene di Carlo Masi, facendolo così diventare il primo pornoattore italiano con un dildo commercializzato. Del dildo di Carlo Masi si parlerà anche nella popolare trasmissione televisiva italiana Chiambretti Night dove egli stesso sarà più volte ospite. Nello stesso anno è nominato dalla stessa casa di produzione primo COLT Man Emeritus.
Nel 2009 termina ufficialmente la sua carriera pornografica per dedicarsi prima al teatro e poi all'attività universitaria.

### Carriera teatrale
Nel 2009 debutta a teatro con Senzaparole, rivisitazione di Atto senza parole di Samuel Beckett, con la regia di Andrea Adriatico e portato in scena a Bologna con la compagnia Teatri di Vita e a Roma nel Teatro India.

### Carriera universitaria
Terminata l'esperienza teatrale si dedica ad un secondo ciclo di studi universitari che lo porta a conseguire la laurea in matematica, prima triennale e poi magistrale, col punteggio di 110 e lode e un dottorato di ricerca sempre in matematica con uno studio sull'applicazione della teoria di Morse a un problema di Dirichlet ricondotto a equazioni di Poisson.
Durante gli anni del dottorato tiene corsi di Analisi 1 e Analisi 2 per la facoltà di Ingegneria presso l'Università "La Sapienza" di Roma.
Nel 2020 consegue il dottorato di ricerca e lascia il mondo universitario, in particolare per una vicenda di lavoro nero che lo porta a denunciare l'ateneo per il quale lavorava; l'iter legale si conclude con la condanna dell'Università a pagargli le ore di lavoro effettuate, aumentate di 1.500€ per responsabilità aggravata consistita in un "atteggiamento di ingiustificata chiusura".

## Attenzione mediatica
Nel 2017 un articolo di Repubblica riporta alla ribalta il suo passato di attore porno dando vita a un caso mediatico. La storia viene ripresa da numerose testate giornalistiche nel mondo tra cui il New York Post, la CNN turca ed il Daily Mail. Articoli sulla vicenda appaiono in Russia, Romania, Indonesia, Sud Corea, Cina, Australia, Messico, Germania, Taiwan, India, Nuova Zelanda, Croazia, Ungheria, Serbia, Belgio, Grecia e moltissimi altri paesi. In seguito a questa vicenda è ospite di numerose trasmissioni televisive in tutto il mondo tra cui la spagnola La vida con Samanta, la greca Annita gr live e le italiane Tagadà, I fatti vostri e Pomeriggio 5.
Nel 2020 lo scrittore Walter Siti pubblica La natura è innocente - Due vite quasi vere. Tale libro contiene una doppia biografia, raccontata a capitoli alterni, in cui una delle due biografie è quella di Ruggero Freddi.

## Vita privata
Nel 2015 sposa, nella città di Porto in Portogallo, Giovanni Fieschi Ravaschieri Del Drago.. Nel 2016 rimane vedovo.
Durante il suo intervento a Pomeriggio 5 chiede in diretta nazionale al proprio compagno, Gustavo Leguizamon (vero nome del pornoattore Adam Champ), di sposarlo. L'unione civile si è celebrata il 4 maggio 2018 ed è stata trasmessa in diretta da Pomeriggio 5.

## Filmografia parziale
- Big N' Plenty (2004)
- Buckleroose - Special Collectable Edition (2004)
- eXposed: The Making Of A Legend (2004)
- Muscle Up! (2004)
- Wide Strokes (2005)
- Minute Men 23 (2005)
- Man Country (2006)
- Dual: Taking It Like a Man (2006)
- Paradise Found (2007) - non sexual role
- Naked Muscles: The New Breed (2007)
- Waterbucks #2 (2007)
- Hawai'i (2007)
- Muscle Heads (2009)